# Hyperbolos
Hyperbolos (en grec ancien Ὑπέρβολος) est un homme politique athénien, démagogue roturier du Ve siècle av. J.-C.
Fils d’Antiphanès, du bourg Périthoïde, il se rattache au nouveau genre d'hommes politiques apparus pendant la guerre du Péloponnèse en ce qu'il est issu de l'artisanat : il dirige une manufacture de lampes, métier jugé servile. Il succède à Cléon à la tête du parti démocratique.
Thucydide le qualifie « d’homme méprisable » et explique qu'il a été exilé « non par peur de son influence et de son prestige, mais parce c'était un malhonnête homme qui déshonorait la cité ». Aristophane, qui ne l’aime pas davantage, le raille dans les Acharniens et dans Les Nuées, lui reprochant sa « canaillerie » mais surtout son métier. Plutarqueremarque que de manière générale, Hyperbolos « fournissait à tous les poètes comiques, sans exception, une occasion constante de railleries sur les théâtres. »
En 418–417 av. J.-C., il demande l’ostracisme de Nicias et Alcibiade. Bien qu'adversaires, les deux hommes s’unissent contre lui et c’est lui qui est condamné. Suivant Théophraste, le bannissement d’Hyperbolos fut l’effet des dissentiments d’Alcibiade avec un membre du parti aristocrate, Phéax, et non avec Nicias,.
Cet ostracisme truqué marque la fin de cette institution. Hyperbolos est assassiné en 411 av. J.-C. par les oligarques de Samos, où il s’était réfugié.

## Sources
- Plutarque, Vies parallèles [détail des éditions] [lire en ligne], Alcibiade, XIII ; Nicias, XV-XVI ; Aristide, XI, 3–4 ;
- Thucydide, La Guerre du Péloponnèse [détail des éditions] [lire en ligne], VIII, 73.